# Ramón de Colubí
Ramón de Colubí y Chánez (Barcelona, 11 de abril de 1910 – Caracas, 10 de junio de 2007) fue un militar e ingeniero español, defensor del presidente de la Generalidad de Cataluña, Lluís Companys, en el consejo de guerra de 1940, que terminó con su ejecución.

## Biografía
Pertenecía a una familia de tradición militar que se remontaba a la Guerra de la Independencia. No obstante, su padre, Josep Maria, no era militar, sino abogado (fue juez en su juventud) y posteriormente se dedicó a la publicidad. Su madre, Luisa, era médico (algo poco habitual entonces) y de origen francés. Tuvo dos hermanos, Luis y José María. En 1925, y junto con su hermano pequeño, José María, ingresó en la Academia de Artillería de Segovia, de la que se graduó en marzo de 1931, poco antes de la proclamación de la Segunda República, con el grado de teniente. En 1933 pasó a prestar servicio en las compañías de Asalto del Cuerpo de Seguridad y estuvo destinado en Vizcaya y en Barcelona. De hecho, poco antes de la proclamación del Estado Catalán, el 6 de octubre de 1934, solicitó la baja, que le fue aceptada por Josep Dencàs, consejero de Gobernación de la Generalitat y responsable de las fuerzas de seguridad en Cataluña. En julio de 1936 era teniente en el regimiento de Artillería Ligera n.º 7 acantonado en el Cuartel de San Andrés, donde participó en la sublevación contra el gobierno de la República. Con el fracaso del alzamiento y la rendición del cuartel, el 20 de julio de 1936, resultó detenido y fue encarcelado en el barco Uruguay, en el puerto de Barcelona. Su hermano, José María, también teniente del arma de Artillería, participó asimismo en la sublevación y fue asesinado tras rendirse el cuartel de Atarazanas, tras una prolongada resistencia. El 2 de octubre fue juzgado y condenado una pena de treinta años de reclusión, pero salió libre en enero de 1938 gracias a la intercesión del presidente Companys, que ordenó un intercambio, organizado por la Cruz Roja, de unos 5000 prisioneros a los que no estaba seguro de poder proteger. De Figueras pasó a Francia, desde donde fue a la zona franquista y participó en diversas operaciones bélicas (resultando herido en una de ellas), entre ellas la toma de Cataluña. Terminó la guerra con el grado de capitán, destinado en el regimiento de Artillería n.º 44, en Barcelona, y, aunque no era jurista, le fue encargada la defensa de presos republicanos juzgados en consejos de guerra (más de ciento cincuenta en total; consiguió evitar el fusilamiento de todos menos de tres).
El 8 de octubre le fue comunicada su designación, por turno, como defensor de oficio de Lluís Companys. El exiliado presidente de la Generalitat había sido capturado dos meses antes en la Francia ocupada por policías militares alemanes con la colaboración de agentes franquistas y entregado irregularmente a España. Tras unas semanas en la Dirección General de Seguridad madrileña, donde fue vejado y maltratado, fue enviado a Barcelona para ser sometido a consejo de guerra por un delito de «adhesión a la rebelión militar». El capitán Colubí aceptó oficialmente la defensa al día siguiente. A pesar de sus obvias diferencias, Colubí sintonizó muy bien con Companys y, por ejemplo, consiguió la autorización para que las hermanas de Companys le visitaran en su lugar de cautiverio, el castillo de Montjuïc. Defendió al presidente con coraje, aunque él mismo reconoció que la sentencia estaba ya predeterminada (en 2004 declararía «Todo aquello era absurdo, sabía que a mí me tocaba cubrir las apariencias para que el proceso pareciese legal, cuando sabíamos que todo respondía a una orden concreta del general Franco para que Companys fuera fusilado»). El día del consejo de guerra, el 14 de octubre, Colubí, que no había conseguido que el tribunal accediese a que testigos favorables al presidente prestasen testimonio, hizo un alegato en el recordó que Companys nunca había amparado ningún delito común y siempre hizo lo posible por evitar sufrimientos a los detenidos y encarcelados durante la guerra, recordando su propia liberación. Aunque aceptó las conclusiones del fiscal, que acusaba a Companys de "adhesión a la rebelión", rechazó su petición de pena de muerte y solicitó en cambio una pena de veinte años y un día. A pesar de sus esfuerzos, el tribunal confirmó la pena, fijando la ejecución para el día siguiente. Sin poder hacer más, permaneció con Companys la última noche de su vida y lo acompañó hasta el lugar donde lo fusilaron. El presidente le regaló los gemelos que llevaba en muestra de agradecimiento.
En 1947 abandonó el ejército con el grado de comandante. Decepcionado por el régimen franquista, emigró a Venezuela en 1950. Para entonces, casado con Mercedes Recoder González, hija de unos banqueros catalanes establecidos en Argentina, tenía dos hijos y dos hijas (Mercedes, José María, Santiago y María Luisa). Desempeñó inicialmente trabajos no especializados, pero en 1952 consiguió un empleo como ingeniero en el Ministerio de Fomento (los egresados de la Academia de Artillería obtenían también el título de ingeniero industrial del ejército) y se convirtió en un experto en metrología, siendo el responsable de la adaptación horaria de Venezuela a la normativa internacional. Murió en Caracas el 10 de junio de 2007 a la edad de 97 años.
En 2015 se descubrió que el abuelo de Companys (Ramon Maria de Jover i de Viala) era primo hermano de la abuela de Colubí (Maria de l'Assumpció de Viala i Masalles). Una relación familiar que probablemente ni ellos mismos conocían. A raíz de la investigación llevada a cabo con la familia de Colubí por el escritor Víctor Gay Zaragoza, que en octubre de 2015 publicó la novela histórica El Defensor (Suma de Letras) en el que recreaba la vida de Ramón de Colubí, se ha sabido que conservó la documentación del expediente del juicio de Companys, que actualmente custodia Mercedes de Colubí en su residencia de Miami.